# Mostly Ghostly: Have You Met My Ghoulfriend?
R. L. Stine's Mostly Ghostly: Have You Met Your Ghoulfriend? (en Hispanoamérica Mostly Ghostly 2: Mi amiga fantasmagórica) es una película de comedia, terror y fantasía de 2014 dirigida por Peter Hewitt. La película es una secuela de la película de 2008 Mostly Ghostly: Who Let the Ghosts Out? basado en segundo libro de Mostly Ghostly series creado por R. L. Stine.
La película fue lanzada en DVD el 2 de septiembre de 2014 y se estrenó en Disney Channel el 12 de octubre de 2014.

## Argumento
Max Doyle (Ryan Ochoa), sólo tiene ojos para Cammie (Bella Thorne); la inteligente y popular chica del colegio. Cuando Max por fin consigue una cita con Cammie en Halloween, Phears, un malvado fantasma con planes para dominar el mundo, desata a los espíritus y  y las cosas se complican. Con la ayuda de sus amigos - Tara (Madison Pettis) y Nicky (Roshon Fegan) - que se han convertido en fantasmas, trata de destruir a Phears (Charlie Hewston), antes de que él tome el control del mundo. A la mañana siguiente, Max cuenta la verdad a Cammie acerca de que tiene dos amigos fantasmas. Afortunadamente Cammie le cree y se besan, revelando que ahora están juntos. Al final, Max, Tara, Nicky y el resto de la gente en el vecindario salen bailando mientras aparecen los créditos finales. 

## Elenco
- Ryan Ochoa como Max Doyle
- Bella Thorne como Cammy Cahill
- Roshon Fegan como Nicky Roland
- Madison Pettis como Tara Roland
- Calum Worthy como Colin Doyle
- Eric Allan Kramer como John Doyle
- Gigi Rice como Harriet Doyle
- Joan Rivers como Abuela Doyle
- Anastasia Baranova como Joven Emma
- Chelsea Vale como Chelsea
- Isabella Revel como la Chica Payaso
- Wyatt Bernard como Bernie
- Charlie Hewston como Phears
- Abbey Blake como Truco o Trato

- Datos: Q17437792